# Düshorn
Düshorn ist ein Ortsteil der Stadt Walsrode im Landkreis Heidekreis (Niedersachsen).

## Geografie
Düshorn, die zweitgrößte Ortschaft der Stadt Walsrode, liegt 4 km südöstlich vom Kernbereich Walsrode und 5 km nördlich vom Autobahndreieck Walsrode. Bei einer Flächengröße von 25,4 km² hat Düshorn ca. 2200 Einwohner.
Zu Düshorn, das bis zur Gebietsreform von 1974 selbstständige Gemeinde war, gehören die Ortsteile Beetenbrück, Ellinghausen und Rödershöfen.

## Geschichte
Der Name leitet sich ab aus dem historischen Namen „Dußhorne“ (1. Teil: duß = leichtes, weißes Moor; leicht = flach, weiß = vom Wollgras, das die moorige Landschaft bedeckte; 2. Teil: horn = von der Form des Ortes, wie das Urhorn).
In einer Beschreibung des ehemaligen Heimatpflegers des Kreises Fallingbostel, Hans Stuhlmacher (Schneeheide) wird der Ortsname so gedeutet: Düshorn wurde im Jahre 1227 erstmals urkundlich erwähnt, und zwar als Dushorne. In dem alten Ortsnamen steht „Dus“ für „düster“, „horn“ für Anhöhe, vielleicht auch für Tweshorn.
Im Jahre 1627, während des Dreißigjährigen Krieges, brannten in Düshorn 13 Wohnhäuser ab. In dem etwa 17 Kilometer westlich gelegenen Rethem (Aller) befand sich seinerzeit das Hauptquartier der Kaiserlichen Truppen unter Tilly. Pfingsten 1637 wurde der Ort wieder in Schutt und Asche gelegt. Lediglich drei Häuser blieben stehen.
Um 1730 war der „Düshorner Gesundbrunnen“ weithin bekannt. Zu der damaligen Zeit hielt sich der Glaube, dass das Wasser in dem Brunnen bei Augenleiden helfe.
Der Name Beetenbrück dürfte wohl auf die Urform Beet, gleich Saatland, deuten.
Über eine Brandkatastrophe in Düshorn im Jahre 1794 verlautete in den Annalen der Braunschweig-Lüneburgischen Churlande:

„Unglücksfalle vom Jahr 1794.
Den 26sten Jan. brannten zu Eltze, Amts Meinersen zwey Wohnhäuser und drey Nebengebäude ab. Den 1sten Febr. hatten drey Wohnhäuser und drey Nebengebäude zu Düshorn in der Amtsvoigtey Fallingbostel gleiches Schicksal.“

Bei einem verheerenden Brand 1824 fielen 71 Gebäude des Ortes den Flammen zum Opfer. Der Celler Stadtphysikus Medizinalrat Dr. Friedrich Ludwig Andreas Koeler (1773–1836) ließ im „Zelleschen Anzeiger nebst Beiträgen“ vom 7. Juli 1824 verlauten: „Zelle. Für die Abgebrannten in Düshorn habe ich ferner erhalten und an das Amt Fallingbostel abgesandt: Von einem Ungenannten 2 rT Conv. Münze. Von einer ungenannten Geberin 2 rT 16 ggr. in Cassen-Zweidritteln. Noch von einer ungenannten Geberin eine halbe Pistole. M. R. Dr. Koeler.“
Die abgebrannten Höfe wurden vor allem am Ortsrand wieder aufgebaut und acht Bauernhäuser auf dem Kamp gegenüber der Schule – alle in der gleichen Ausführung. Der Glockenturm wurde 1827 abseits der Kirche gebaut.

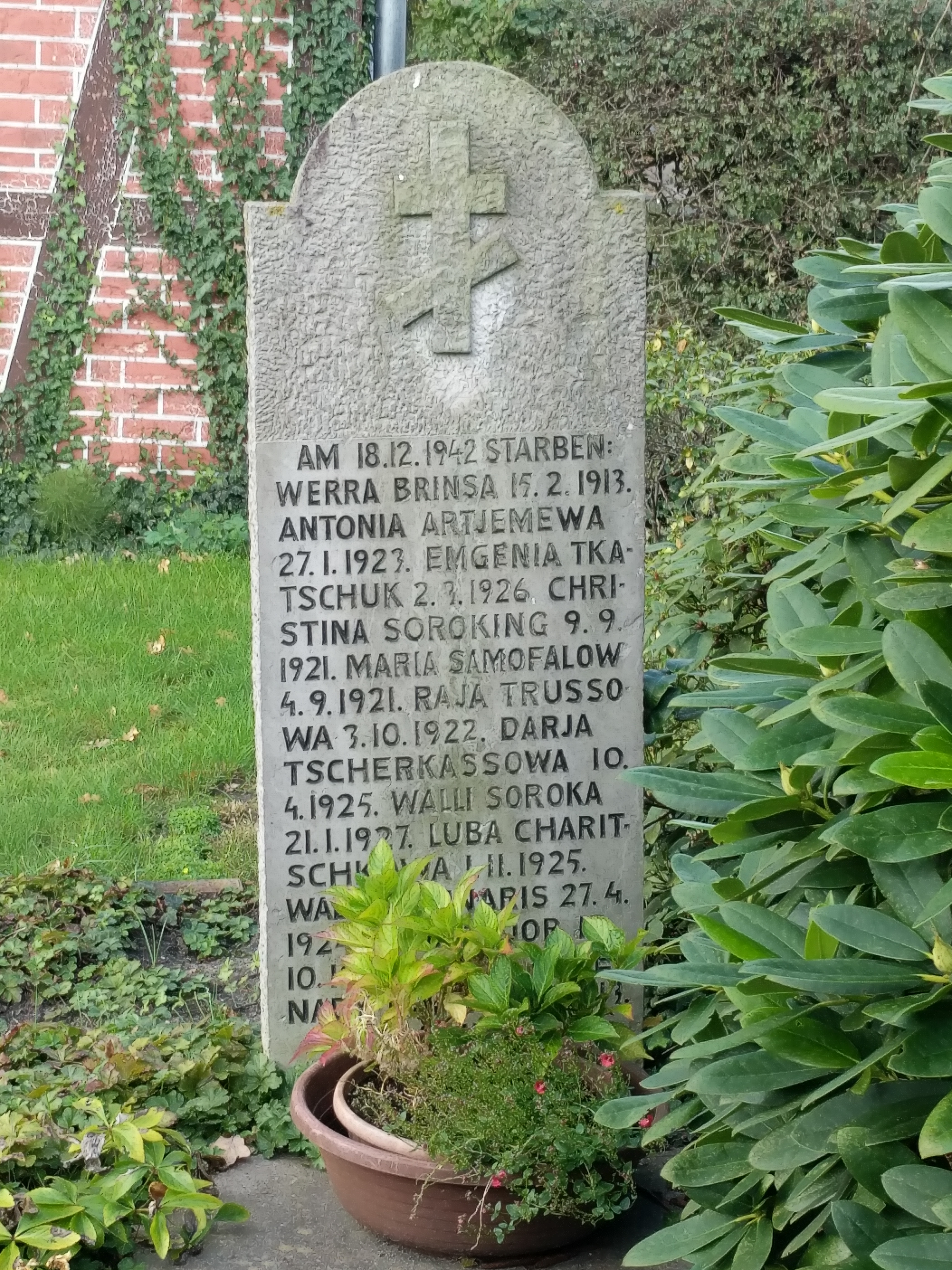
Gedenkstein für die osteuropäischen Fremdarbeiterinnen, die bei der Explosion in der Munitionsanstalt am 18. Dezember 1942 starben, auf dem Düshorner Friedhof

Am 18. Dezember 1942 kamen bei einer Explosion in der Munitionsanstalt Beetenbrück zehn „Ostarbeiterinnen“ zu Tode.
Nach dem Zweiten Weltkrieg entstanden die Siedlungen „Am krummen Winkel“ und „Siedlung Beetenbrück“. 1970 erfolgte eine Bebauung des „Paschebergs“ und der „Ellinghäuser Straße“. Die Baugebiete „Kapellenkamp“ und „Kotte Kamp/An der Obstbaumwiese“ wurden in den letzten Jahren fertiggestellt.
Am 1. März 1974 wurde Düshorn in die Stadt Walsrode eingegliedert.

## Politik

### Ortsvorsteher und Gemeindebüro
Ortsvorsteher ist Matthias Schünemann. Die Ortschaft Düshorn hat als einziger Walsroder Ortsteil noch ein eigenes Gemeindebüro (zwei Tage pro Woche stundenweise geöffnet).

### Wappen
Düshorn ist im Walsroder Stadtgebiet die einzige Ortschaft, die ein eigenes Wappen führen darf. Wasser und Heidesand, blau und gelb, ergeben die Grundfarben des Wappens. Das Horn deutet auf die ursprüngliche Form des Dorfes hin, die Wellen auf das Strandbad.

## Kultur und Sehenswürdigkeiten
- Die St.-Johannes-der-Täufer-Kirche. Als Besonderheit findet man in der Kirche einen Taufengel, der nach wie vor seine Funktion im Gottesdienst erfüllt.
- Das Düshorner Dorfmuseum befindet sich im ehemaligen Rathaus der Gemeinde Düshorn in der Kirchstraße.
- Das Biotop mit Teichen und Obstbaumwiese lädt zum Spazieren ein.
- Im Uhlenbusch sind Hügelgräber ausgeschildert.

Zum Baden im Sommer lädt der Düshorner See direkt an der A 27 ein. Er entstand durch den Bau der Autobahn und wird heute als Strandbad genutzt. Im Jahr 2004 wurde ein Verein gegründet, der den Betrieb und Erhalt des Strandbades in der Ortschaft Düshorn organisiert.

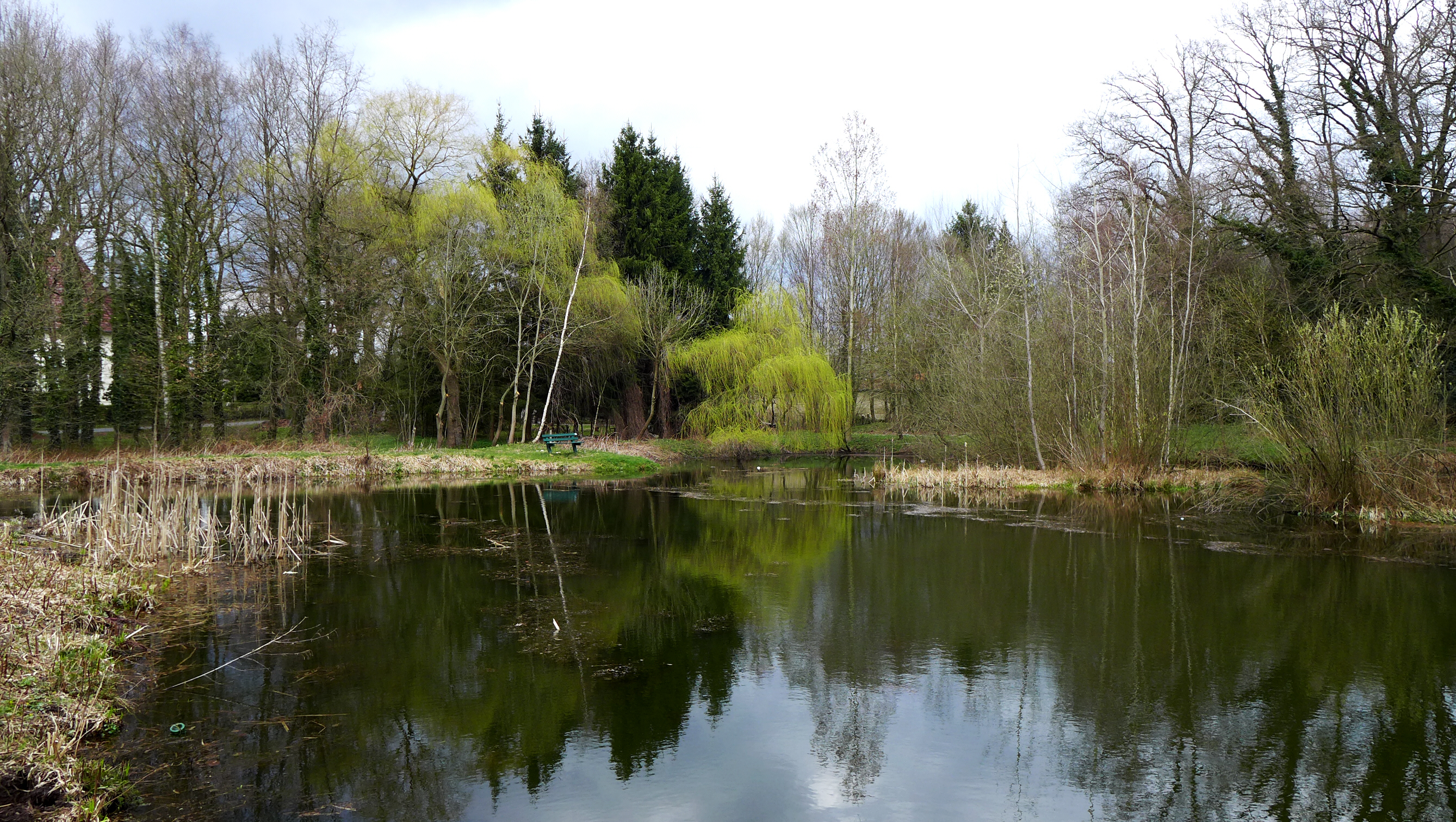
Biotop Weddenwiesen
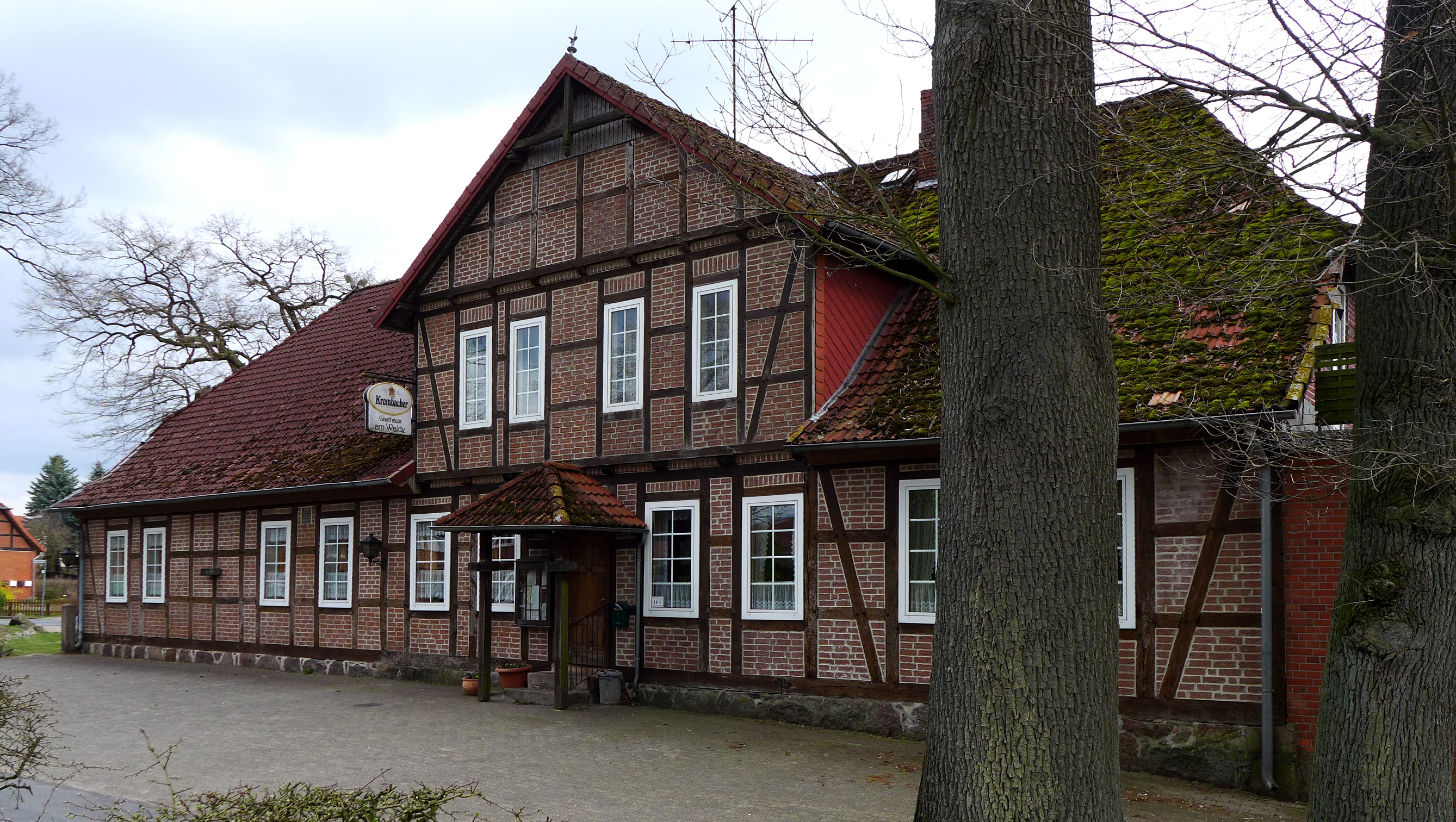
Haus am Walde
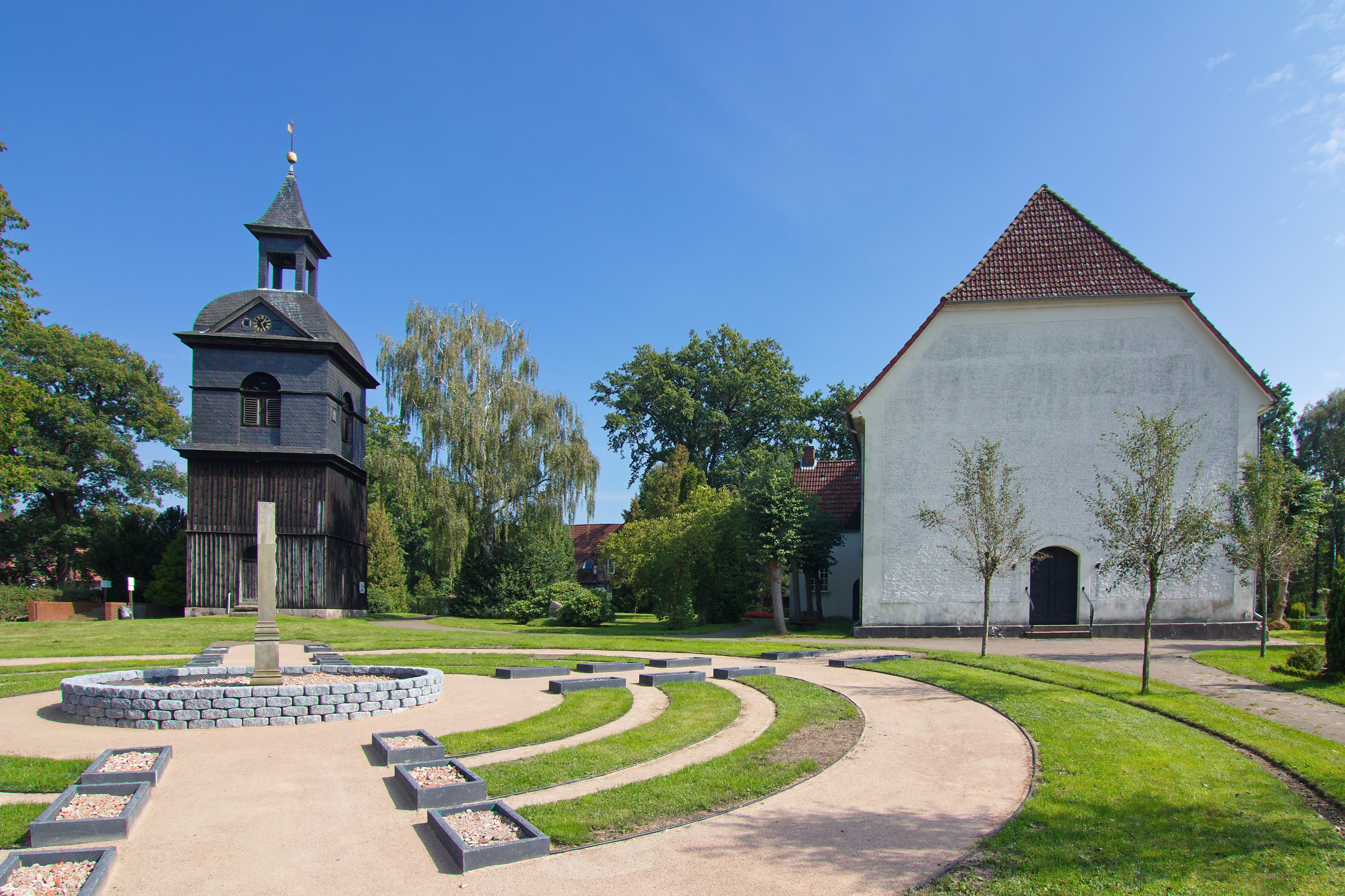
Die St.-Johannes-der-Täufer-Kirche
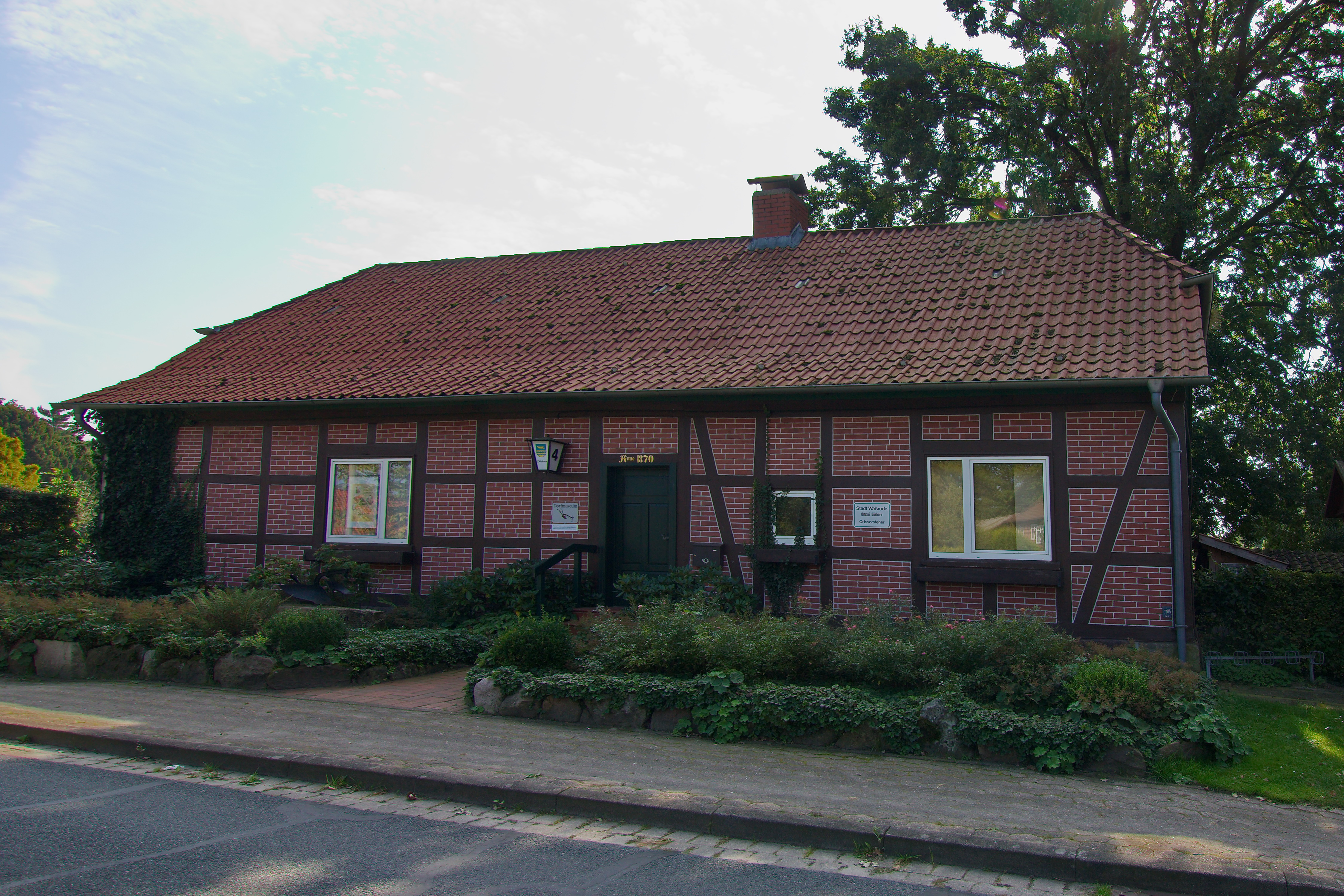
Altes Rathaus, heute Dorfmuseum
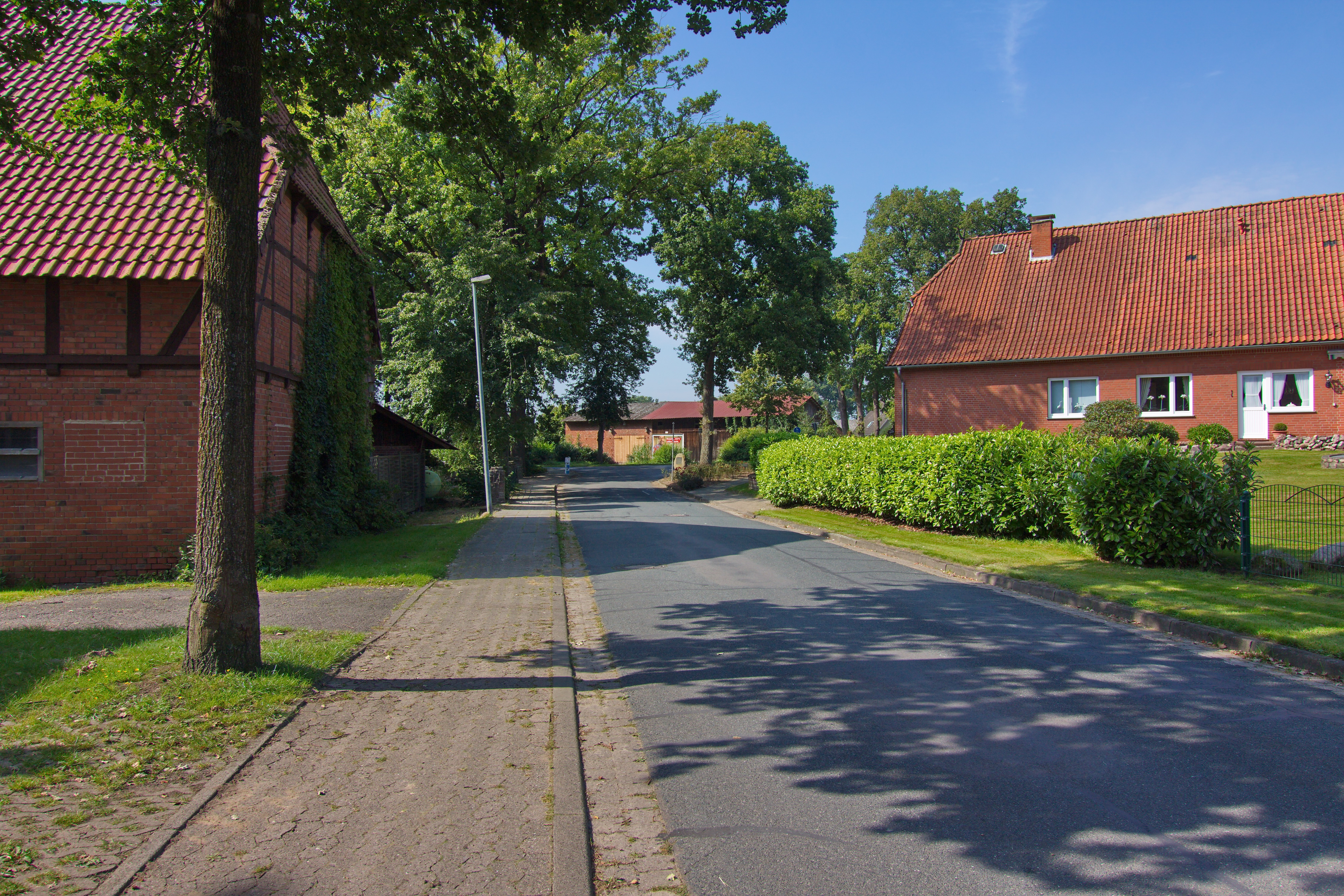
Ortsblick

Siehe auch Liste der Baudenkmale in Düshorn

## Wirtschaft und Infrastruktur

### Bildung
- Ludwig-Rahlfs-Grundschule

### Verkehr
Düshorn liegt fernab des großen Verkehrs, was den Wohnwert steigert. Die nächste Bundesstraße, die B 209, verläuft 4 km entfernt nördlich durch Walsrode und schafft gute Verbindungen in Ost-West-Richtung nach Nienburg/Weser und nach Soltau.
Das Autobahndreieck Walsrode liegt 5,5 km in südlicher Richtung. Es bestehen sehr gute Anbindungen an die A 27 zum Norden (nach Bremen) und an die A 7 zum Norden (nach Hamburg) und zum Süden (nach Hannover und damit auch zur A 2).
Zwei gut ausgebaute Hauptstraßen (die Landesstraße 163 und die Kreisstraßen 148 und 146) durchschneiden den Kernort Düshorn und unterteilen ihn in verschiedene Bereiche:
- die „Fallingbosteler Straße“ (L 163) verläuft nordöstlich nach Bad Fallingbostel
- die „Fallingbosteler Straße“ / Straße „Auf dem Kamp“ (L 163) verläuft südwestlich nach Beetenbrück
- die „Walsroder Straße“ (K 148) verläuft nordwestlich nach Walsrode
- die „Celler Straße“ (K 148) verläuft östlich nach Bockhorn
- die „Mühlenstraße“ (K 146) verläuft südöstlich nach Krelingen

In Düshorn und in der Siedlung Beetenbrück haben die Straßen Namen, in den Ortsteilen Ellinghausen und Rödershöfen gibt es nur Hausnummern. Hier ist also der Ortsname zugleich Straßenname.
Der nächste Bahnhof ist der an der Strecke Hannover-Soltau gelegene Bahnhof Walsrode. Er ist ca. 4 km in nordwestlicher Richtung von Düshorn entfernt.
Düshorn besaß eine eigene Bahnstation, die von den Triebwagen der Heidebahn nicht mehr bedient wird. Er lag in der Siedlung Beetenbrück ca. 3,6 km von der Ortsmitte entfernt und hatte praktisch kein eigenes Einzugsgebiet. Das Empfangsgebäude und der Güterbahnhof sind noch vorhanden, von der Strecke aber abgebunden.

## Persönlichkeiten
- Ludwig Rahlfs (1863–1950), Komponist, Musikpädagoge und Lehrer. Er verbrachte seine Jugendjahre in Düshorn. Rahlfs ist Komponist des Liedes „Auf der Lüneburger Heide“ u. a.